# 留校查看 (電影)
《留校查看》（英語：Porky's）是一部1981年加拿大和美國合拍的性喜劇電影，由鮑伯·克拉克自編自導，講述1954年佛羅里達州虛構的天使海灘高中（Angel Beach High School）中發生的青少年惡作劇。本片1982年3月19日上映；影評口碑褒貶不一，但票房成功，成為1982年票房收入第五高的電影，並影響了許多青春片編劇。之後推出續集《留校查看2》（1983年）、《留校查看3》（1985年），以及原版重拍《反斗星之夏日情挑》（2009年）。

## 演員
- 丹·莫納漢（英语：Dan Monahan）飾演愛德華·「皮威」·莫里斯（Edward "Pee Wee" Morris）
- 馬克·赫里爾（英语：Mark Herrier）飾演比利·麥卡帝（Billy McCarty）
- 懷亞特·奈特（英语：Wyatt Knight）飾演湯米·特納（Tommy Turner）
- 羅傑·威爾森（英语：Roger Wilson (actor)）飾演米奇·賈維斯（Mickey Jarvis）
- 西里爾·歐雷利（英语：Cyril O'Reilly）飾演提姆·卡瓦諾（Tim Cavanaugh）
- 東尼·加尼奧斯（英语：Tony Ganios）飾演安東尼·「肉塊」·圖佩雷洛（Anthony "Meat" Tuperello）
- 金·凱特羅飾演琳恩·「拉西」·霍尼韋爾小姐（Miss Lynn "Lassie" Honeywell）
- 史考特·科隆比（英语：Scott Colomby）飾演布萊恩·史瓦茲（Brian Schwartz）
- 卡基·亨特（英语：Kaki Hunter）飾演溫迪·威廉斯（Wendy Williams）
- 南希·帕森斯（英语：Nancy Parsons）飾演比烏拉·巴爾布里克教練（Coach Beulah Balbricker）
- 艾力克斯·卡拉斯（英语：Alex Karras）飾演華勒斯警長（Sheriff Wallace）
- 苏珊·克拉克飾演切莉·佛夫爾（Cherry Forever）
- 查克·米切爾（英语：Chuck Mitchell）飾演「肥豬」華勒斯（"Porky" Wallace）

## 發行
《留校查看》1981年11月13日在科羅拉多州科罗拉多斯普林斯及南卡罗来纳州哥伦比亚首映。1982年3月19日加拿大和美國廣泛上映。本片原本於1982年2月1日在愛爾蘭被禁；該決定十九天後被推翻。

## 外部連結
- 互联网电影数据库（IMDb）上《留校查看》的资料（英文）
- 美国电影学会目录上的《留校查看》（英文）
- Box Office Mojo上《留校查看》的資料（英文）